# Scaposodus indicus
Scaposodus indicus là một loài bọ cánh cứng trong họ Cerambycidae.